# Phenax (Urticaceae)
Phenax là chi thực vật có hoa trong họ Urticaceae. Chi này thường được tìm thấy từ Mexico đến vùng nhiệt đới châu Mỹ.

## Các loài
Chi này gồm các loài:
- Phenax angustifolius (Kunth) Wedd.
- Phenax asper Wedd.
- Phenax bullatus Rusby
- Phenax ekmanii Urb.
- Phenax erectus Urb.
- Phenax flavifolius Rusby
- Phenax globulifera Rusby
- Phenax granulatus Urb.
- Phenax grossecrenatus Killip
- Phenax haitensis Wedd.
- Phenax hirtus (Sw.) Wedd.
- Phenax integrifolius Wedd.
- Phenax laevigatus Wedd.
- Phenax laevis Urb. & Ekman
- Phenax laxiflorus Wedd.
- Phenax madagascariensis Leandri
- Phenax mexicanus Wedd.
- Phenax microcarpus Urb.
- Phenax microphyllus Urb.
- Phenax pauciflorus Urb.
- Phenax pauciserratus (Wedd.) Rusby
- Phenax perrieri Leandri
- Phenax poiretii Alain
- Phenax rugosus (Poir.) Wedd.
- Phenax sessilifolius Urb. & Ekman
- Phenax sonneratii (Poir.) Wedd.
- Phenax uliginosus Wedd.
- Phenax weddellianus Killip